# Hurt (Band)
Hurt ist eine US-amerikanische Alternative-Metal-Band. Zu den musikalischen Einflüssen zählen nach Angaben der offiziellen Seite von Hurt die Bands Nirvana, Tool und Metallica.

## Geschichte

### DebütalbumHurt
Das selbstbetitelte Debütalbum, von dem 1200 Kopien publiziert wurden, wurde im Jahre 2000 aufgenommen und veröffentlicht. Die Songs Unkind, U-Bleed, Better, Summers Lost und Abuse of SID sind auch auf anderen Alben der Band zu finden.

### The Consumation
Das zweite Studioalbum wurde von Wince geschrieben und 2003 veröffentlicht. Es verkaufte sich 2000-mal und rund 3000 kostenlose Promos wurden verteilt. Auf der Hülle des originalen Albums fehlt der Song Cold Inside in der Trackliste.
Später bat ein Fan die Band darum, das Album noch einmal drucken und dann in seinem Geschäft verkaufen zu dürfen, um die Band zu unterstützen. Sänger Wince stimmte zu und das Album wurde mit einem vereinfachten Farbschema ein weiteres Mal gedruckt. Schließlich wurden bei eBay für eine Kopie des Albums bis zu 170 Dollar geboten und Wince entschied sich, es als The Re-Consumation offiziell wiederzuveröffentlichen.

### Plattenvertrag mit Capitol Records
Nachdem Hurt ihre ersten zwei, selbstproduzierten Alben veröffentlicht hatten, wurden sie von Tom Lewis, einem ehemaligen Redakteur von Universal Records, entdeckt. Nach acht Monaten nahm die Band ein Demo auf, um ein Major-Label zu finden. In diesem Prozess verließen der damalige Schlagzeuger und Bassist Hurt. Tom Lewis half der Band später dabei, einen Plattenvertrag mit Capitol Records zu bekommen.

### Vol. IundVol. II
Die beiden folgenden Studioalben Vol. I und Vol. II wurden von Eric Greedy produziert und sollten zunächst gleichzeitig veröffentlicht werden, was jedoch nicht funktionierte, da die Band gerade erst bei Capitol Records unterschrieben hatte.
Vol. I wurde im März 2006 veröffentlicht; es erschienen Singleauskoppelungen zu Rapture, Falls Apart und Danse Russe.
Vol. II wurde im September 2007 veröffentlicht; es erschienen Singleauskoppelungen zu Ten Ton Brick und Loded.

### Auflösung des Plattenvertrags mit Capitol Records und aktuelles Album
Im Mai 2008 wurden Hurt von Capitol Records darüber informiert, dass das Label den Plattenvertrag mit ihnen auflösen werde. Obwohl keine offiziellen Gründe veröffentlicht wurden, nahm Wince an, dass es "rein finanzielle" Gründe seien. In Folge sagte er in Interviews auch aus, dass er die ganze Zeit über eine starke Abneigung gegenüber dem Plattenlabel gehabt habe, da sie als Metalband vermarktet worden seien und Capitol Records trotz der guten Verkaufszahlen von 58.000 CDs die Alben nicht mehr neu drucken und veröffentlichen wollte.
Im April 2009 wurde das aktuelle Album Goodbye to the Machine veröffentlicht, das bis jetzt den 112. Platz der Billboard 200 Charts erreichte und von dem rund 20.000 Kopien verkauft wurden.

## Diskografie
- 2000: Hurt
- 2003: The Consumation
- 2006: Vol. I
- 2007: The Blackmarket EP
- 2007: Vol. II
- 2008: The Re-Consumation
- 2009: Goodbye to the Machine
- 2012: The Crux